# Folkpartiet för frihet och demokrati
Folkpartiet för Frihet och Demokrati (nederländska: Volkspartij voor Vrijheid en Democratie, förkortat VVD) är ett högerliberalt politiskt parti i Nederländerna. 
VVD ingår i det europeiska partiet Europeiska liberala, demokratiska och reformistiska partiet, i Alliansen liberaler och demokrater för Europa i Europaparlamentet och i Liberala internationalen. 
Partiet grundades 1948 genom samgående mellan Frihetspartiet och Oud-kommittén. Partiet ingick i olika regeringskoalitioner 1994-2006 och var därefter i opposition till 2010. VVD var från parlamentsvalet 2010 till parlamentsvalet 2023 Nederländernas största parti. Partiet nuvarande partiledare är Dilan Yeşilgöz.
Partiets toppkandidat i valen 2006, 2010, 2012, 2017 och 2021 var Mark Rutte. Rutte var Nederländernas premiärminister från 2010 till 2024.

## Lista över partiledare
| Namn               | Från             | Till             | Anmärkning                                                                |
| ------------------ | ---------------- | ---------------- | ------------------------------------------------------------------------- |
| Pieter Oud         | 28 januari 1948  | 16 maj 1963      | Finansminister 1933-1937                                                  |
| Edzo Toxopeus      | 16 maj 1963      | 1 oktober 1969   |                                                                           |
| Molly Geertsema    | 1 oktober 1969   | 7 juli 1971      | Biträdande premiärminister 1971-1973                                      |
| Hans Wiegel        | 7 juli 1971      | 20 april 1982    | Biträdande premiärminister 1977-1981                                      |
| Ed Nijpels         | 20 april 1982    | 9 juli 1986      |                                                                           |
| Rudolf de Korte    | 9 juli 1986      | 15 december 1986 | Biträdande premiärminister 1986-1989                                      |
| Joris Voorhoeve    | 15 december 1986 | 30 april 1990    |                                                                           |
| Frits Bolkestein   | 1 maj 1990       | 30 juli 1998     | EU-kommissionär 1999-2004                                                 |
| Hans Dijkstal      | 30 juli 1998     | 16 maj 2002      | Biträdande premiärminister 1994-1998                                      |
| Gerrit Zalm        | 16 maj 2002      | 27 november 2004 | Finansminister 1994-2002, 2003-2007. Biträdande premiärminister 2003-2007 |
| Jozias van Aartsen | 27 november 2004 | 8 mars 2006      |                                                                           |
| Mark Rutte         | 31 maj 2006      | 14 augusti 2023  | Premiärminister 2010-2024                                                 |
| Dilan Yeşilgöz     | 14 augusti 2023  | innevarande      |                                                                           |

## Fotnoter
1. 1 2  Jacob, Sarah (14 augusti 2023). ”Dutch Justice Minister Becomes New Leader of Rutte’s VVD Party” (på engelska). Bloomberg.com. https://www.bloomberg.com/news/articles/2023-08-14/dutch-justice-minister-becomes-new-leader-of-rutte-s-vvd-party?embedded-checkout=true. Läst 21 juli 2024.
2. ↑  Nederländska wikipedia